# 초등적이지 않은 원시함수
수학에서 주어진 초등함수의 초등적이지 않은 원시함수(영어: Nonelementary integral)는 초등함수가 아닌 원시함수(또는 부정적분)이다(즉, 상수함수, 다항함수, 무리함수, 지수함수, 삼각함수, 로그함수 들의 유한한 사칙연산과 합성으로 구성된 함수). 1835년 리우빌 정리는 초등적이지 않은 원시함수가 존재한다는 첫 번째 증명을 했다. 이 정리는 또한 초등적 원시 함수를 갖는 초등함수를 결정하기 위한 리슈 알고리듬의 기초가 된다.

## 예
초등적이지 않은 원시함수를 갖는 초등 함수의 예에는 다음 함수들이 있다:
- {\displaystyle {\sqrt {1-x^{4}}}}[1] (타원 적분)
- {\displaystyle {\frac {1}{\ln x}}}[3] (로그 적분)
- {\displaystyle e^{-x^{2}}}[1] (오차 함수, 가우스 적분)
- {\displaystyle \sin(x^{2})}과 {\displaystyle \cos(x^{2})} (프레넬 적분 )
- {\displaystyle {\frac {\sin(x)}{x}}=\operatorname {sinc} (x)} (사인 적분, 디리클레 적분)
- {\displaystyle {\frac {e^{-x}}{x}}} (지수 적분)
- {\displaystyle e^{e^{x}}\,}
- {\displaystyle \ln(\ln x)\,}
- {\displaystyle {x^{c-1}}e^{-x}} (불완전 감마 함수); {\displaystyle c=0}이면 원시함수는 로그 적분으로 표현할 수 있다.  {\displaystyle c={\tfrac {1}{2}}}이면 오차 함수로 표현 할 수 있다; {\displaystyle c\in \mathbb {Z} ^{+}}이면 원시함수는 초등적이다.

일부 일반적인 초등적이지 않은 원시함수는 특수 함수의 일종으로 고유한 이름이 붙으며, 이러한 새 함수를 포함하는 공식은 더 큰 종류의 초등적이지 않은 원시함수를 표현할 수 있다.

## 성질
초등적이지 않은 원시함수는 종종 테일러 급수를 사용하여 계산할 수 있다. 함수에 초등적인 원시함수가 없더라도 테일러 급수는 항상 다항식의 적분과 같이 항별로 적분할 수 있으며, 동일한 수렴 반경을 가진 테일러 급수로 원시함수를 얻는다. 그러나 원시함수에 수렴하는 테일러 급수가 있는 경우에도 계수의 수열에는 종종 초등적 공식이 없으며 항별로 계산해야 한다.
초등함수로 원시함수를 계산할 수 없더라도 항상 수치 적분을 통해 해당 정적분을 근사할 수 있다. 초등적인 원시함수가 없는 경우도 있지만 특정 정적분(종종 무한 구간에 대한 이상 적분)은 초등함수로 계산할 수 있다. 가장 유명한 것은 가우스 적분 {\textstyle \int _{-\infty }^{\infty }e^{-x^{2}}dx={\sqrt {\pi }}}이다.
모든 초등 함수들의 원시함수들의 집합은 리우빌리안 함수 집합이다.

## 같이 보기
- 대수함수
- 미분
- 미분 대수
- 적분표
- 초월함수

## 추가 자료
- Williams, Dana P., 초등적이지 않은 원시함수들, 1993년 12월 1일. 2014년 1월 24일에 액세스함.